# Brodzisz
Brodzisz (niem. Heinde Teich) –  niewielkie jezioro  na Pojezierzu Dobiegniewskim, w powiecie strzelecko-drezdeneckim, w gminie Strzelce Krajeńskie.
Jezioro jest otoczone lasami, najbliżej położoną miejscowością jest oddalona 2 km na południowy zachód wieś Licheń.